# Instituto Andaluz de Geofísica y Prevención de Desastres Sísmicos

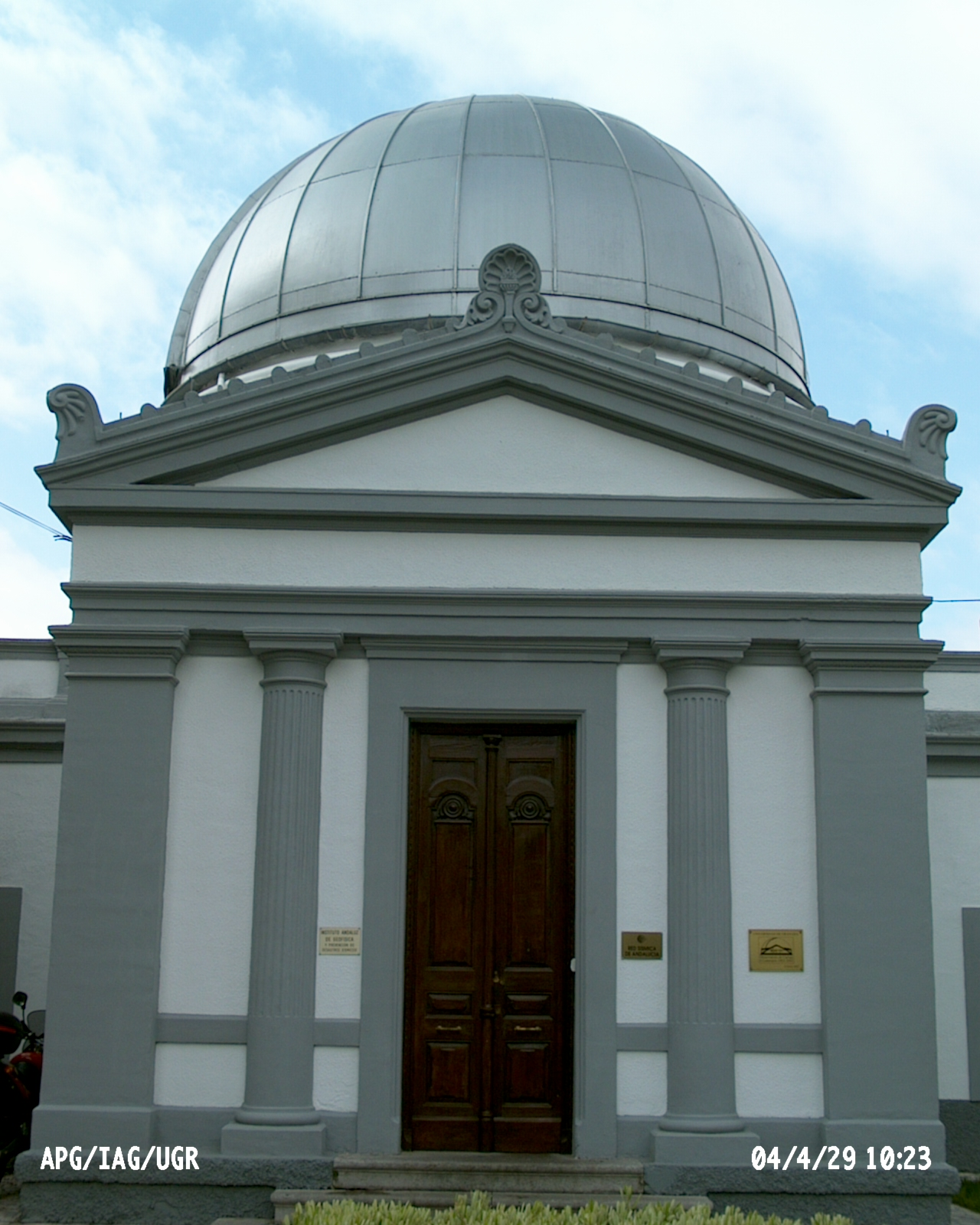
Nueva sede del instituto.

El Instituto Andaluz de Geofísica y Prevención de Desastres Sísmicos es un centro de investigación de la Universidad de Granada dedicado a sismología (mecanismos de fuente, amplificación de sitio, atenuación, evolución espacial y temporal de la actividad sísmica y sismología volcánica, entre otros); instrumentación sísmica (desarrollo de estaciones sísmicas de corto y largo periodo y arrays); prevención sísmica y riesgo sísmico; sismicidad histórica y prospección geofísica.
El Instituto ha creado y mantiene la Red Sísmica de Andalucía, situada en esta comunidad autónoma. Asimismo, proporciona información al Servicio de Protección Civil de la Junta de Andalucía.
La sede del IAG en Granada, está situada en un edificio de reciente construcción, edificio construido en 2009 para albergar al 112 emergencias de la Junta de Andalucía.